# Titularbistum Tunes
Tunes ist ein Titularbistum der römisch-katholischen Kirche.
Es geht zurück auf einen untergegangenen Bischofssitz in der antiken Stadt Tunes in der römischen Provinz Africa proconsularis, dem heutigen Tunis in Tunesien. Der Bischofssitz war der Kirchenprovinz Karthago zugeordnet.
| Titularbischöfe von Tunes |                                       | |                   |                   |
| Nr.                       | Name                                  | Amt | von               | bis               |
| 1                         | Vicente Buytrón OP                    | Weihbischof in Tarazona (Spanien)                                                                                                | 1502              |                   |
| 2                         | Jozef Floribert Cornelis OSB          | Apostolischer Vikar von Katanga (Belgisch-Kongo)                                                                                 | 27. November 1958 | 10. November 1959 |
| 3                         | Albert Descamps                       | 3. November 1960–1964 Weihbischof in Tournai (Belgien) 21. März 1973 – 15. Oktober 1980 Sekretär der Päpstlichen Bibelkommission | 3. November 1960  | 15. Oktober 1980  |
| 4                         | Francesco De Nittis Titularerzbischof | Apostolischer Delegat und Nuntius                                                                                                | 7. März 1981      | 10. März 2014     |
| 5                         | Luiz Carlos Dias                      | Weihbischof in São Paulo (Brasilien)                                                                                             | 16. März 2016     | 20. Oktober 2021  |
| 6                         | Antônio Luiz Catelan Ferreira         | Weihbischof in Rio de Janeiro (Brasilien)                                                                                        | 24. November 2021 |                   |